# Saint-Thégonnec Loc-Eguiner
Saint-Thégonnec Loc-Eguiner [sɛ̃ tegonɛk lɔk eginɛʁ] ou Sant-Tegoneg-Logeginer en Breton est, depuis le 1er janvier 2016, une commune nouvelle française située dans le département du Finistère en région Bretagne, née de la fusion des deux communes de Loc-Eguiner-Saint-Thégonnec et Saint-Thégonnec,.
Saint-Thégonnec est labellisée Village étape depuis 2012.

## Géographie
La commune nouvelle regroupe les communes de Loc-Eguiner-Saint-Thégonnec et Saint-Thégonnec qui deviennent des communes déléguées le 1er janvier 2016. Son chef-lieu se situe à la mairie de Saint-Thégonnec.

### Communes limitrophes
| Guiclan            | Guiclan, Taulé              | Taulé, Sainte-Sève |
| Guiclan, Guimiliau | Saint-Thégonnec Loc-Eguiner | Pleyber-Christ     |
| Saint-Sauveur      | Commana                     | Plounéour-Ménez    |

### Géologie et relief
La superficie de la commune est de 4 978 hectares ; son altitude varie de 7  à   216 mètres.

### Hydrographie
Pour un article plus général, voir Réseau hydrographique du Finistère.
La commune est située dans le bassin Loire-Bretagne. Elle est drainée par la Penzé, le Coat Toulzac'h et divers autres petits cours d'eau,.
La Penzé, d'une longueur de 40 km, prend sa source dans la commune de Plounéour-Ménez et se jette  dans la baie de Morlaix entre les communes de Saint-Pol-de-Léon et de Carantec, après avoir traversé neuf communes.  Les caractéristiques hydrologiques de la Penzé sont données par la station hydrologique située sur la commune de Taulé. Le débit moyen mensuel est de 2,85 m3/s. Le débit moyen journalier maximum est de 46,4 m3/s, atteint lors de la crue du 26 janvier 1995. Le débit instantané maximal est quant à lui de 71 m3/s, atteint le 1er février 1974.

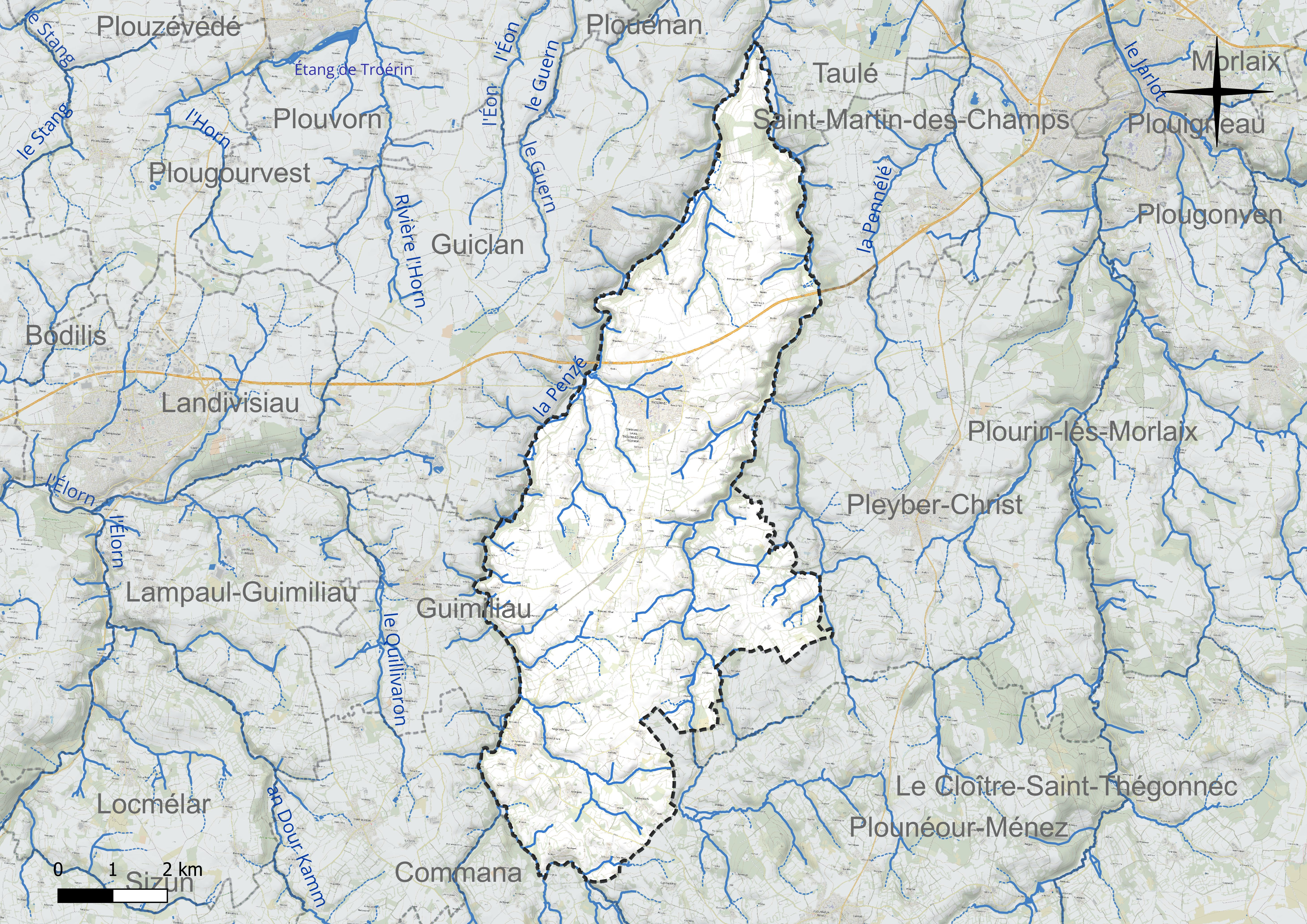
Réseau hydrographique de Saint-Thégonnec Loc-Eguiner.

Le Coat Toulzac'h, d'une longueur de 25 km, prend sa source dans la commune de Plounéour-Ménez et se jette  dans la Penzé à Taulé, après avoir traversé cinq communes. 

### Climat
Pour des articles plus généraux, voir Climat de la Bretagne et Climat du Finistère.
En 2010, le climat de la commune est de type climat océanique franc, selon une étude du CNRS s'appuyant sur une série de données couvrant la période 1971-2000. En 2020, Météo-France publie une typologie des climats de la France métropolitaine dans laquelle la commune est exposée à un climat océanique et est dans la région climatique  Finistère nord, caractérisée par une pluviométrie élevée, des températures douces en hiver (6 °C), fraîches en été et des vents forts. Parallèlement l'observatoire de l'environnement en Bretagne publie en 2020 un zonage climatique de la région Bretagne, s'appuyant sur des données de Météo-France de 2009. La commune est, selon ce zonage, dans la zone « Monts d'Arrée », avec des hivers froids, peu de chaleurs et de fortes pluies.  
Pour la période 1971-2000, la température annuelle moyenne est de 11,2 °C, avec  une amplitude thermique annuelle de 10,6 °C. Le cumul annuel moyen de précipitations est de 990 mm, avec 16,4 jours de précipitations en janvier et 7,9 jours en juillet. Pour la période 1991-2020, la température moyenne annuelle observée sur la station météorologique la plus proche, située sur la commune de Pleyber-Christ à 6 km à vol d'oiseau, est de 11,7 °C et le cumul annuel moyen de précipitations est de 1 101,6 mm,. Pour l'avenir, les paramètres climatiques de la commune estimés pour 2050 selon différents scénarios d'émission de gaz à effet de serre sont consultables sur un site dédié publié par Météo-France en novembre 2022.

### Voies de communication et transports

#### Réseau routier
La RN 12 traverse la commune d'est en ouest au nord du bourg de Saint-Thégonnec, l'échangeur de Mez Ménez permettant d'y accéder. La commune est également traversée par les routes départementales 18, 111, 118 et 712.

#### Réseau ferroviaire
Une gare est située sur la commune, sur la ligne Paris-Brest et est desservie par les TER Bretagne.

## Urbanisme

### Typologie
Au 1er janvier 2024, Saint-Thégonnec Loc-Eguiner est catégorisée bourg rural, selon la nouvelle grille communale de densité à 7 niveaux définie par l'Insee en 2022.
Elle appartient à l'unité urbaine de Saint-Thégonnec Loc-Eguiner, une unité urbaine monocommunale constituant une ville isolée,. Par ailleurs la commune fait partie de l'aire d'attraction de Morlaix, dont elle est une commune de la couronne,. Cette aire, qui regroupe 24 communes, est catégorisée dans les aires de 50 000 à moins de 200 000 habitants,.

### Logement
En 2015, le nombre total de logements dans la commune était de 1 420, alors qu'il était de 1 344 en 2010.
Parmi ces logements, 86,1 % étaient des résidences principales, 4,0 % des résidences secondaires et logements occasionnels et 9,9 % des logements vacants. Ces logements étaient pour 97,0 % d'entre eux des maisons individuelles et pour 2,7 % des appartements.
La proportion des résidences principales, propriétés de leurs occupants était de 76,6 %, en baisse sensible par rapport à 2010 (77,6 %). La part de logements HLM loués vides était de 5,7 % contre 5,4 %, leur nombre étant en hausse sensible 70 contre 55.

## Toponymie
Le nom de la commune est formé de l'agrégation des noms des deux anciennes communes : Saint-Thégonnec et Loc-Eguiner-Saint-Thégonnec. Conformément à la typographie française en matière d'entités administratives, les différentes parties du nom de la commune nouvelle sont reliées par des traits d'union.
C'est la commune du Finistère qui a le nom le plus long : 27 caractères (les tirets et les espaces comptent) ; avant la création de la commune nouvelle, le record départemental était détenu par Loc-Eguiner-Saint-Thégonnec,une des deux anciennes communes constituant la commune actuelle.

## Histoire
La commune est créée le 1er janvier 2016 par la fusion de deux communes, sous le régime juridique des communes nouvelles instauré par la loi no 2010-1563 du 16 décembre 2010 de réforme des collectivités territoriales par l'arrêté du 23 décembre 2015.
Pour l'histoire avant 2015, consulter la page Saint-Thégonnec.

## Politique et administration
En attendant les élections municipales de 2020, le conseil municipal est composé des conseillers des deux anciennes communes.
| Période        | Période  | Identité         | Étiquette | Qualité                                                            |
| -------------- | -------- | ---------------- | --------- | ------------------------------------------------------------------ |
| 7 janvier 2016 | En cours | Solange Creignou | PS        | Retraitée Fonction publique Conseillère départementale (2011-2021) |

| Nom                         | Code Insee | Intercommunalité      | Superficie (km2) | Population (dernière pop. légale) | Densité (hab./km2) |
| --------------------------- | ---------- | --------------------- | ---------------- | --------------------------------- | ------------------ |
| Saint-Thégonnec (siège)     | 29266      | CA Morlaix-Communauté | 41,76            | 2 666 (2013)                      | 64                 |
| Loc-Eguiner-Saint-Thégonnec | 29127      | CA Morlaix-Communauté | 8,02             | 336 (2013)                        | 42                 |

## Population et société

### Démographie
L'évolution du nombre d'habitants est connue à travers les recensements de la population effectués dans la commune depuis sa création.

En 2022, la commune comptait 3 118 habitants, en évolution de +3,48 % par rapport à 2016 (Finistère : +2,16 %, France hors Mayotte : +2,11 %).
| 2014  | 2015  | 2016  | 2017  | 2022  |
| ----- | ----- | ----- | ----- | ----- |
| 3 020 | 3 016 | 3 013 | 3 010 | 3 118 |

#### Évolution du rang démographique
(Ce tableau prend en compte que le classement de l'ancienne commune de Saint-Thégonnec).
| selon la population municipale des années : | 1968 | 1975 | 1982 | 1990 | 1999 | 2006 | 2009 | 2013 |
| Rang de la commune dans le département      | 74   | 90   | 88   | 93   | 92   | 88   | 84   | 88   |
| Nombre de communes du département           | 286  | 283  | 283  | 283  | 283  | 283  | 283  | 283  |

(Ce tableau prend en compte que le classement de l'ancienne commune de Loc-Eguiner-Saint-Thégonnec).
| selon la population municipale des années : | 1968 | 1975 | 1982 | 1990 | 1999 | 2006 | 2009 | 2013 |
| Rang de la commune dans le département      | 271  | 266  | 265  | 266  | 263  | 267  | 268  | 267  |
| Nombre de communes du département           | 286  | 283  | 283  | 283  | 283  | 283  | 283  | 283  |

En 2017, la commune nouvelle de Saint-Thégonnec Loc-Eguiner était la 77e commune du département en population avec ses 3 010 habitants (territoire en vigueur au 1er janvier 2020), derrière Mellac (76e avec 3 112 habitants) et devant Pleuven (78e avec 2 987 habitants).

## Langue bretonne
Le groupe scolaire public possède une filière bilingue breton-français depuis 2012.
À la rentrée 2016, 60 élèves étaient scolarisés dans la filière bilingue publique (soit 16 % des enfants de la commune inscrits dans le primaire).